# 군산제일고등학교
군산제일고등학교(郡山第一高等學校)는 대한민국 전북특별자치도 군산시 조촌동에 있는 사립 고등학교이다.

## 학교 연혁
- 1903년 2월 : 사립 영명학교 설립, 설립자 - 미국 예수교 남장로회 선교회 전킨 선교사 부부, 설립위치 - 전라북도 군산시 구암동
- 1909년 : 특별과, 고등과 병설 군산영명학교 설립인가
- 1911년 : 특별과 1회 졸업(7명 졸업)
- 1913년 : 고등과 1회 졸업(4명 졸업)
- 1919년 3월 5일 : 전 교사와 전 학생이 독립만세운동 봉기(호남 최초), 특별과 8회 폐과, 고등과 6회 중단
- 1940년 10월 : 일제의 신사참배를 거부하고 폐교
- 1952년 10월 : 군산영명고등학교 설립 인가(3년제 3학급 90명)
- 1975년 10월 2일 : 군산제일고등학교로 교명 변경
- 1977년 3월 6일 : 군산시 조촌동 산 50-1으로 학교 이동
- 1977년 8월 19일 : 본관 준공(8,212m2, 5층 84실)
- 1977년 9월 19일 : 기숙사 준공(2,149m2, 4층 54실)
- 1979년 8월 30일 : 도서관 경암관(耕岩館) 준공(2,006m2, 4층)
- 1986년 10월 15일 : 강당 강현당(岡玄堂) 준공(940m2, 2층)
- 1996년 9월 14일 : 학칙 변경(학급 증설 학년당 10학급씩 30학급)
- 2002년 1월 7일 : 법인명 변경(학교법인 영명학원 → 학교법인 경암학원)
- 2004년 2월 9일 : 중학교 교사(校舍) 준공, 중ㆍ고 교사 분리
- 2009년 8월 10일 : 교육과학부 교과교실제 학교 선정(군산지역 유일)
- 2023년 3월 1일 : 제25대 이정우 교장 취임
- 2023년 9월 1일 : 김상순 이사장 취임
- 2024년 2월 1일 : 제70회 졸업식

## 참고 자료
- 군산제일고등학교 - 한국교육학술정보원 학교알리미